# Michiko Neya
Michiko Neya (根谷 美智子, Neya Michiko), née un 4 octobre, est une actrice vocale japonaise originaire d'Echizen dans la préfecture de Fukui (anciennement Takefu). Bien qu'artiste indépendante, Neya a travaillé pour Arts Vision.

## Doublage

### Anime
- Aka-chan to Boku (Shinako Fukatani)
- Brave Police J-Decker (Azuki Tomonaga)
- Cardcaptor Sakura (Tsujitani-sensei)
- Chrono Crusade (Satella Harvenheit)
- Crush Gear Turbo (ja) (Tobita Lilika)
- Crayon Shin-chan (Musae Koyama)
- Eureka Seven (Talho Yūki, Maurice)
- Fancy Lala (Ririka Kawaguchi, Mogu)
- Fresh Pretty Cure! (Naoko Yamabuki)
- Full Metal panic! (Melissa Mao)
- Full Metal Panic? Fumoffu (Melissa Mao)
- Full Metal Panic! : The Second Raid (Melissa Mao)
- Fullmetal Alchemist (Premier Lieutenant Riza Hawkeye)
- Ghost Hound (Reika Ōtori)
- Goshūshō-sama Ninomiya-kun  (Ryōko Ninomiya)
- Gravion Zwei (Ayaka Shigure)
- La Fille des enfers (Riho Kaifu)
- Hell Teacher Nūbē (Ritsuko Takahashi)
- Hetalia (Hungary)
- Honey and Clover (Teshigawara Miwako)
- Hyakko (Iizuka Tatsuki)
- Initial D (Mako Sato)
- Katanagatari (Kyōken Maniwa)
- Kirarin Revolution (Kasumi Kumoi)
- Last Exile (Maestro Delphine Eraclea)
- Lost Universe (Kali)
- Macross 7: The Galaxy Is Calling Me! (Emilia Jenius)
- MÄR (Diana)
- Gundam Seed Destiny (Hilda Harken, Abby Windsor)
- Gundam Wing (différents rôles mineurs)
- Mobile Suit Gundam 00 (Shirin Bakhtiar)
- Mobile Suit Gundam 00: Second Season (Shirin Bakhtiar)
- Najica Blitz Tactics (Athena Gilnande)
- Ninja Nonsense: The Legend of Shinobu (Izumi)
- Nurarihyon no Mago: Sennen Makyou (Yodo-dono)
- Omamori Himari (Sae Kisaragi)
- One Piece (Queen Otohime)
- Piano: The Melody of a Young Girl's Heart (Akiko Nomura)
- Onegai Twins (Tsubaki Oribe)
- Peacemaker Kurogane (Akesato)
- Read Or Die TV (Nancy "Miss Deep" Makuhari)
- Rockman EXE (Tesla Magnets)
- Sailor Moon S (Dai-Heart)
- Sailor Moon Supers (Tomoko Takase)
- Serial Experiments Lain (Keiko Yoshii)
- Shaman King (Tao Jun)
- Soul Eater (Arachne)
- Stratos 4 (Ran Mikuriya)
- Super Doll Licca-chan (Doll Izumi)
- Super Robot Wars Original Generation: The Inspector (Ouka Nagisa)
- Tales of the Abyss (Natalia Lanvaldear)
- Tengen Toppa Gurren Lagann (Adiane the Elegant)
- ToHeart (Serio (HMX-13))
- Trinity Blood (Astharoshe "Asta" Asran)
- Vandread (Barnette Orangello)
- Vandread: The Second Stage (Barnette Orangello)
- X (anime) (Saya Monou)
- You're Under Arrest (Chie Sagamiono)
- You're Under Arrest: Full Throttle (Chie Sagamiono)
- Yu-Gi-Oh! first series (Shizuka Kawai)
- Yu-Gi-Oh! GX (Emi Ayukawa)
- Zero no Tsukaima F (Agnès Chevalier de Milan)
- Le familier de l’incapable (Agnès Chevalier de Milan)
- Princesses no Rondo (Agnès Chevalier de Milan)

### OVA
- Blue Submarine N°6 (Toko Gusuku)
- New Cutey Honey (Honey Kisaragi)[2]
- Fencer of Minerva (Diana)
- Fire Emblem (Lena)
- Full Metal Panic!: The Second Raid (Melissa Mao)
- Gatchaman (Jun the Swan (G-3))
- Gunsmith Cats (Irene "Rally" Vincent)
- Initial D Extra Stage (Mako Sato)
- Read or Die (Nancy "Miss Deep" Makuhari)
- Ruin Explorers (Ihrie)
- Variable Geo (Ayako Yuuki)

### Jeux vidéo
- Baldr Force EXE (Ayane Shidou)
- BS Fire Emblem Akaneia Senki (Nina, Village Daughter of Chapter 2)
- Capcom Fighting Jam (Lei-Lei)
- Capcom vs. SNK: Millennium Fight 2000 (Chun-Li)
- Capcom vs. SNK 2: Millionaire Fighting 2001 (Chun-Li)
- Mahō Gakuen Lunar! (Elie)
- Namco × Capcom (Lei-Lei, Rose)
- Pocket Fighter (Lei-Lei)
- Soulcalibur (Sophitia Alexandra)
- Soulcalibur II (Sophitia Alexandra)
- Soulcalibur III (Sophitia Alexandra)
- Soulcalibur III: Arcade Edition (Sophitia Alexandra)
- Star Ocean: Till the End of Time (Maria Traydor)
- Street Fighter Zero 3 (Rose)
- Super Robot Wars series (Ouka Nagisa)
- Tales of the Abyss (Natalia Lanvaldear)
- Vampire Hunter: Darkstalkers' Revenge (Lei-Lei)
- Vampire Savior: The Lord of Vampire (Lei-Lei)
- Wrestle Angels: Survivor (Beauty Ichigaya)
- Xenogears (Chu-Chu, Emeralda Kasim)
- Variable Geo (Ayako Yuuki)

### Drama CD
- GetBackers (Maria Noches)

## Source de la traduction
- (en) Cet article est partiellement ou en totalité issu de l’article de Wikipédia en anglais intitulé « Michiko Neya » (voir la liste des auteurs).